# Ramosites
Ramosites – rodzaj głowonogów z wymarłej podgromady amonitów, z rzędu Goniatitida.
Żył w okresie karbonu (serpuchow - baszkir).